# کاراتاماک
کاراتاماک (انگلیسی: Karatamak) یک شهرک در شهرستان بورایفسکی باشقیرستان کشور روسیه است.